# Euphrasia alba
Euphrasia alba är en snyltrotsväxtart som beskrevs av Francis Whittier Pennell. Euphrasia alba ingår i släktet ögontröster, och familjen snyltrotsväxter. Inga underarter finns listade i Catalogue of Life.